# Hardt (Overath)
Hardt ist ein Ortsteil von Marialinden in der Stadt Overath im Rheinisch-Bergischen Kreis in Nordrhein-Westfalen, Deutschland.

## Lage und Beschreibung
Die kleine, landwirtschaftlich geprägte Ortschaft Hardt findet sich zwischen dem alten Wallfahrtsort Marialinden und dem Naafbachtal. Er ist über die Kreisstraße 37 zu erreichen. Naheliegende Orte sind Birkenhof, Meegen, Oderscheiderberg, und Niedergrützenbach. Die Gegend zählt naturräumlich betrachtet zum Marialinder Riedelland, das wiederum zu den Agger-Sülz-Hochflächen zählt. In den Feuchtgrünflächen und Wäldern haben zahlreiche seltene Tiere und Pflanzen ihre Heimat gefunden. Das Naafbachtal mit dem namensgebenden Naafbach steht unter Naturschutz. Einzelne Gebiete der Gegend zählen darüber hinaus zu Vogelschutzgebieten, zu Gewässerschutzzonen und zum europäischen Fauna-Flora-Habitat.

## Geschichte
Bereits eine Abgabenliste aus dem Jahr 1280 erwähnt einen alten Lehnshof mit Namen Hart – was ursprünglich einen Bergwald bezeichnet.
Die Topographia Ducatus Montani des Erich Philipp Ploennies, Blatt Amt Steinbach, belegt, dass der Wohnplatz 1715 eine Hofstelle besaß, die als Haardt beschriftet ist. Carl Friedrich von Wiebeking benennt die Hofschaft auf seiner Charte des Herzogthums Berg 1789 als Hart. Aus ihr geht hervor, dass der Ort zu dieser Zeit Teil der Honschaft Burg im Kirchspiel Overath war.
Der Ort ist auf der Topographischen Aufnahme der Rheinlande von 1817 als Harth verzeichnet. Die Preußische Uraufnahme von 1845 zeigt den Wohnplatz unter dem Namen Haardt. Ab der Preußischen Neuaufnahme von 1892 ist der Ort auf Messtischblättern regelmäßig als Hardt verzeichnet.
1822 lebten 19 Menschen im als Hof kategorisierten und als Harth bezeichneten Ort, der nach dem Zusammenbruch der napoleonischen Administration und deren Ablösung zur Bürgermeisterei Overath im Kreis Mülheim am Rhein gehörte. Für das Jahr 1830 werden für den als Harth bezeichneten Ort 22 Einwohner angegeben. Der 1845 laut der Uebersicht des Regierungs-Bezirks Cöln als Hof kategorisierte und Harth bezeichnete Ort besaß zu dieser Zeit sieben Wohngebäude mit 22 Einwohnern, alle katholischen Bekenntnisses. Die Gemeinde- und Gutbezirksstatistik der Rheinprovinz führt Hardt 1871 mit fünf Wohnhäusern und 32 Einwohnern auf. Im Gemeindelexikon für die Provinz Rheinland von 1888 werden für Hardt fünf Wohnhäuser mit 24 Einwohnern angegeben. 1895 besitzt der Ort vier Wohnhäuser mit 16 Einwohnern und gehörte konfessionell zum katholischen Kirchspiel Marialinden, 1905 werden vier Wohnhäuser und 18 Einwohner angegeben.